# Dasycladaceae
Dasycladaceae, porodica zelenih algi iz reda Dasycladales. Postoji oko 50 vrsta, a dijeli se na desetak rodova.

## Rodovi i broj vrsta
1. Acicularia d'’Archiac   2
2. Acroporella A.Praturlon   3
3. Batophora J.Agardh   2
4. Bornetella Munier-Chalmas   5
5. Chloroclados Sonder   1
6. Conipora H.M.D.de Blainville   1
7. Cymopolia J.V.Lamouroux   2
8. Dasycladus C.Agardh 3
9. Halicoryne Harvey   2
10. Munieria Deecke 4
11. Neomeris J.V.Lamouroux   8
12. Ollaria V.P.Maslov   1
13. Unjaeella K.B.Korde   1
14. Vermiporella Stolley 11
15. Xainzanella X.N.Mu   1